# Monštranca
Monštránca (lat. monstrare = prikazati) je priprava, ki jo uporabljajo v Rimskokatoliški cerkvi za prikaz posvečene hostije, ki predstavlja navzočnost Jezusovega telesa. Monštranco se uporablja zlasti pri obredu, ki se imenuje čaščenje Najsvetejšega.
Po katoliškem verovanju se pri posvetitvi evharistije kruh (hostija) in vino spremenita (v duhovnem smislu) v Jezusovo telo in kri. Posvečena hostija torej predstavlja Jezusovo resnično prisotnost in zato posvečena hostija katolikom pomeni Najsvetejše. Med čaščenjem Najsvetejšega duhovnik monštranco s hostijo postavi na oltar in skupaj z verniki moli litanije. Obstaja tudi blagoslov z Najsvetejšim - pri tem duhovnik vernike blagoslovi s hostijo v monštranci.
Monštrance so umetniško izdelane, po navadi iz zlata ali pozlačene, in imajo pogosto obliko sonca z žarki.